# Jon King
Jon King (Jacksonville, Florida, 12 januari 1963 – Santa Fe, New Mexico, 8 maart 1995) was een Amerikaanse homoseksuele pornoacteur die stierf aan de gevolgen van aids. Hij werkte o.m. voor Falcon Studios en Catalina.
Jon King werd ontdekt door Catalina toen hij bij een autowasserette in Los Angeles werkte. In de jaren tachtig werd hij een van de populairste homoseksuele pornoacteurs, die veelvuldig optrad in de films van William Higgins. Tijdens zijn carrière belandde hij in de gevangenis voor het stelen en in de prak rijden van een auto. Hij bezocht de koksschool in Atlanta, en nadat hij een punt gezet had achter zijn carrière in de porno ging hij als kok werken. In 1995 stierf hij aan de gevolgen van aids.
Niet te verwarren met pornoacteur Jim King (J.W. King).  

## Videografie
- 1999: The Best of Dave Logan
- 1996: The Best of Jon King
- 1995: Pump It Up
- 1994: These Bases are Loaded 2
- 1991: Fade In
- 1988: Perfect Summer
- 1985: Bore N Stroke
- 1985: Getting It
- 1985: Inevitable Love
- 1985: Wild Oats
- 1984: Hotel Hell
- 1984: Kip Noll Superstar: Part 1
- 1984: Screen Play
- 1984: The Biggest One I Ever Saw!
- 1983: Trick Time
- 1982: Biker's Liberty
- 1982: Printer's Devils
- 1982: These Bases Are Loaded
- 1981: Brothers Should Do It

- International Standard Name Identifier: 0000 0004 9996 7181
- Library of Congress Control Number: no2019004762
- Virtual International Authority File: 8046154801920556310006
- WorldCat: E39PBJdgXRdCmRpbmmGY34cQMP